# オレーヴァノ・ディ・ロメッリーナ
オレーヴァノ・ディ・ロメッリーナ（伊: Olevano di Lomellina）は、イタリア共和国ロンバルディア州パヴィーア県にある、人口約700人の基礎自治体（コムーネ）。

## 地理

### 位置・広がり

#### 隣接コムーネ
隣接するコムーネは以下の通り。
- カステッロ・ダゴーニャ
- チェルニャーゴ
- モルターラ
- ヴェレッツォ・ロメッリーナ
- ゼーメ

### 気候分類・地震分類
気候分類では、zona E, 2641 GGに分類される。
また、イタリアの地震リスク階級 (it) では、zona 4 (sismicità molto bassa) に分類される
。

## 行政

### 分離集落
オレーヴァノ・ディ・ロメッリーナには、以下の分離集落（フラツィオーネ）がある。
- Cascina Battaglia, Cascina Bianca, Cascina Melegnana, Cascina Paronina, Cascina Vallazza